# Pentathlon moderno ai Giochi della XXIX Olimpiade - Gara maschile
La gara si è svolta il 21 agosto.

## Classifica finale
| Pos.    | Atleta                 | Paese         | Tiro Bersagli (p.ti) | Scherma Vittorie (p.ti) | Nuoto Punteggio (p.ti) | Equitazione Punteggio (p.ti) | Corsa Tempo (p.ti) | Totale |
| ------- | ---------------------- | ------------- | -------------------- | ----------------------- | ---------------------- | ---------------------------- | ------------------ | ------ |
| Oro     | Andrej Moiseev         | Russia        | 186 (1168)           | 26 (1024)               | 2:02.55 (1332)         | 67.70 (1060)                 | 09:48.75 (1048)    | 5632   |
| Argento | Edvinas Krungolcas     | Lituania      | 185 (1156)           | 21 (904)                | 2:07.63 (1272)         | 70.89 (1144)                 | 09:42.65 (1072)    | 5548   |
| Bronzo  | Andrejus Zadneprovskis | Lituania      | 182 (1120)           | 15 (760)                | 2:02.27 (1336)         | 75.20 (1168)                 | 09:25.00 (1140)    | 5524   |
| 4       | Qian Zhenhua           | Cina          | 189 (1204)           | 26 (1024)               | 2:07.46 (1272)         | 70.18 (1032)                 | 10:04.40 (984)     | 5516   |
| 5       | Steffen Gebhardt       | Germania      | 183 (1132)           | 18 (832)                | 2:06.84 (1280)         | 82.61 (1128)                 | 09:33.97 (1108)    | 5480   |
| 6       | Michal Michalík        | Rep. Ceca     | 188 (1192)           | 16 (784)                | 2:08.37 (1260)         | 69.37 (1172)                 | 09:47.25 (1052)    | 5460   |
| 7       | Pavlo Tymoščenko       | Ucraina       | 185 (1156)           | 22 (908)                | 2:09.20 (1252)         | 73.29 (1048)                 | 09:42.61 (1072)    | 5436   |
| 8       | Óscar Soto             | Messico       | 171 (988)            | 20 (880)                | 2:10.60 (1236)         | 77.32 (1160)                 | 09:21.95 (1156)    | 5420   |
| 9       | Dmytro Kyrpuljans'kyj  | Ucraina       | 184 (1144)           | 20 (880)                | 2:04.37 (1308)         | 71.16 (1088)                 | 10:01.57 (996)     | 5416   |
| 10      | Samuel Weale           | Gran Bretagna | 177 (1060)           | 18 (832)                | 2:02.87 (1328)         | 83.56 (1036)                 | 09:21.18 (1156)    | 5412   |
| 11      | Deniss Čerkovskis      | Lettonia      | 184 (1144)           | 15 (760)                | 2:10.46 (1236)         | 71.75 (1088)                 | 09:29.96 (1124)    | 5352   |
| 12      | Dzmitryj Meljach       | Bielorussia   | 186 (1168)           | 11 (664)                | 2:03.03 (1324)         | 68.47 (1116)                 | 09:41.97 (1076)    | 5348   |
| 13      | Marcin Horbacz         | Polonia       | 185 (1156)           | 14 (736)                | 2:03.52 (1320)         | 65.46 (1088)                 | 09:49.27 (1044)    | 5344   |
| 14      | Nicola Benedetti       | Italia        | 183 (1132)           | 16 (784)                | 2:15.10 (1180)         | 69.15 (1056)                 | 09:18.27 (1168)    | 5320   |
| 15      | Yaniel Velazquez       | Cuba          | 184 (1144)           | 18 (832)                | 2:16.38 (1164)         | 79.79 (1028)                 | 09:29.55 (1124)    | 5292   |
| 16      | Eric Walther           | Germania      | 172 (1000)           | 20 (880)                | 2:00.84 (1352)         | 106.18 (892)                 | 09:19.81 (1164)    | 5288   |
| 17      | Andrea Valentini       | Italia        | 182 (1120)           | 18 (832)                | 2:11.70 (1220)         | 92.13 (972)                  | 09:26.90 (1136)    | 5280   |
| 18      | Sam Sacksen            | Stati Uniti   | 178 (1072)           | 14 (736)                | 2:08.99 (1256)         | 81.55 (1104)                 | 09:34.25 (1104)    | 5272   |
| 19      | Viktor Horváth         | Ungheria      | 187 (1180)           | 16 (784)                | 2:05.17 (1300)         | 90.55 (896)                  | 09:33.95 (1108)    | 5268   |
| 20      | Il'ja Frolov           | Russia        | 178 (1072)           | 18 (832)                | 2:04.01 (1312)         | 86.35 (828)                  | 09:18.00 (1224)    | 5212   |
| 21      | Bartosz Majewski       | Polonia       | 176 (1048)           | 18 (832)                | 2:09.14 (1252)         | 112.29 (900)                 | 09:17.61 (1180)    | 5204   |
| 22      | Eli Bremer             | Stati Uniti   | 165 (916)            | 14 (736)                | 2:02.80 (1328)         | 68.82 (1060)                 | 09:27.46 (1132)    | 5172   |
| 23      | Jean Maxence Berrou    | Francia       | 176 (1048)           | 10 (640)                | 2:04.52 (1308)         | 70.64 (1060)                 | 09:21.00 (1116)    | 5172   |
| 24      | Joshua Riker-Fox       | Canada        | 171 (988)            | 15 (760)                | 2:11.54 (1224)         | 80.36 (1092)                 | 09:34.46 (1104)    | 5168   |
| 25      | Nick Woodbridge        | Gran Bretagna | 160 (856)            | 14 (736)                | 1:55.96 (1412)         | 73.22 (1060)                 | 10:00.90 (1000)    | 5064   |
| 26      | Gábor Balogh           | Ungheria      | 179 (1084)           | 19 (856)                | 2:07.32 (1276)         | 113.65 (852)                 | 10:15.01 (940)     | 5008   |
| 27      | Christian Bustos       | Cile          | 178 (1072)           | 12 (688)                | 2:15.26 (1180)         | 78.42 (904)                  | 09:29.57 (1124)    | 4968   |
| 28      | David Svoboda          | Rep. Ceca     | 191 (1228)           | 24 (976)                | 2:05.40 (1296)         | dnf (184)                    | 09:24.35 (1144)    | 4828   |
| 29      | Nam Dong-hong          | Corea del Sud | 181 (1108)           | 15 (760)                | 2:05.28 (1300)         | 144.52 (540)                 | 09:30.67 (1120)    | 4828   |
| 30      | Cao Zhongrong          | Cina          | 160 (856)            | 21 (904)                | 2:01.53 (1344)         | 134.96 (712)                 | 09:58.70 (1008)    | 4824   |
| 31      | Yoshihiro Murakami     | Giappone      | 181 (1108)           | 12 (688)                | 2:10.74 (1232)         | 98.33 (980)                  | 10:46.70 (776)     | 4784   |
| 32      | Amro el-Geziry         | Egitto        | 174 (1024)           | 15 (760)                | 1:55.86 (1412)         | 144.79 (484)                 | 09:58.55 (1008)    | 4688   |
| 33      | Lee Chun-Heon          | Corea del Sud | 176 (1048)           | 19 (856)                | 2:09.18 (1252)         | dnf (84)                     | 09:41.05 (1076)    | 4316   |
| 34      | John Zakrzewski        | Francia       | 168 (952)            | 19 (856)                | 2:04.23 (1312)         | dnf (160)                    | 10:04.15 (984)     | 4264   |
| 35      | Jahor Lapo             | Bielorussia   | 178 (1072)           | 17 (808)                | 2:05.62 (1296)         | dnf (0)                      | 09:41.17 (1076)    | 4252   |
| 36      | Jaime López            | Spagna        | 183 (1132)           | 17 (808)                | 2:07.02 (1276)         | dnf (0)                      | 10:05.80 (980)     | 4196   |